# KBS NEWS D-LIVE
《KBS NEWS D-LIVE》(KBS 뉴스 디-라이브)는 대한민국 KBS NEWS D에서 평일 오후 2시 30분에 방송되었던 KBS NEWS D의 뉴스쇼 프로그램이다.

## 기획 의도 / 개요
KBS 뉴스 유튜브 채널을 비롯한 각종 온라인 사이트에 한해 진행하는 방송이다. 2021년 4월부터 시범방송을 시작해, 7월 19일에 정식으로 프로그램을 편성되었다. 이 프로그램은 쌍방향 소통하며 기자의 발길이 닿지 못하는 곳에 사는 시청자들의 제보도 받을 수 있다는 게 장점이 있다.

## 방송 시간
| 방송 채널  | 방송 기간                        | 방송 시간                             |
| ---------- | -------------------------------- | ------------------------------------- |
| KBS NEWS D | 2021년 7월 19일 ~ 2022년 7월 1일 | 평일 오후 2시 30분 ~ 4시 (1시간 30분) |

## 앵커

### 메인
- 김용준 기자 (남) - KBS 보도본부 기자

### 프로그램
- 이연경 뉴스캐스터 (여)
- 김민지 기자 (여) - KBS 보도본부 기자
- 정혜영 기자 (여) - KBS 보도본부 기자

## 타이틀 변천사
| 역대 | 타이틀          | 방송 시간                         |
| ---- | --------------- | --------------------------------- |
| 1기  | KBS NEWS D-LIVE | 2021년 7월 19일 ~ 2022년 7월 1일  |
| 2기  | 용감한 라이브   | 2022년 7월 4일 ~ 2022년 10월 28일 |